# 葉驥案
葉驥案是台灣一起刑事爭議案件，警員葉驥，攔檢竊盜通緝犯羅文昌時，因對方倒車逃逸，他持槍朝其腿部開了3槍，對方最終因傷重死亡。中華民國最高法院將他判刑6月，可易科罰金18萬元確定。此案件引發對於警方執法尺度的爭議。

## 事情經過
2014年2月16日下午3時，桃園縣政府警察局楊梅分局警員葉驥接獲線報，竊盜通緝犯羅文昌在新屋鄉石牌村資源回收場變賣贓物，他趕到後看見一輛車停在資源回收場前卻不見駕駛。數分鐘後，羅進入車內，葉驥前去盤查羅文昌時，因對方企圖倒車逃逸，持槍朝其腿部開了3槍，羅負傷逃逸後因傷重死亡。臺灣桃園地方法院一審、臺灣高等法院二審皆判葉驥有罪，而最高法院認為，葉男當時站在車門旁，沒有遭撞倒之虞，卻用槍連續射擊致羅男死亡，依業務過失致死罪將他判刑6月，可易科18萬元確定。

## 各方看法
- 前中央警察大學教授葉毓蘭表示，法官忽略車輛殺傷力，恣判斷倒車是為逃逸而非攻擊，亦不採信射擊專家的證詞，造成如此判決[4]。

- 桃園市市長鄭文燦表示，根據桃園市政府警察局調查報告，楊梅分局員警葉驥依照規定執行職權，其權益、升遷、獎懲不受司法判決影響，也不會讓他負擔罰金[5]。